# Sexy and I Know It
"Sexy and I Know It" é uma canção do grupo estado-unidense LMFAO. É o terceiro single contido no seu segundo álbum de estúdio, Sorry for Party Rocking (2011) lançado em 16 de setembro de 2011. Ela foi escrita por Stefan Kendal Gordy, GoonRock, Erin Beck, G.M. Robertson e Kenneth Oliver e produzida por Party Rock. A canção se tornou a a segunda música do grupo a ser número um no Billboard Hot 100 nos Estados Unidos, tornando assim o grupo a ter dois singles número um consecutivo desde OutKast "Hey Ya!" (2003) e The Way You Move" (2004).

## Videoclipe
O vídeo da música "Sexy and I Know It" estreou no canal Vevo do grupo LMFAO em 16 de outubro de 2011. No vídeo RedFoo e um grupo de homens dançam de frente as mulheres com uma sunga.

## Faixas
| Digital download |                      |         |  |
| N.º              | Título               | Duração |  |
| 1.               | "Sexy and I Know It" | 3:19    |  |

| iTunes US Download |                                                 |         |  |
| N.º                | Título                                          | Duração |  |
| 1.                 | "Sexy and I Know It" (Audiobot Remix)           | 5:55    |  |
| 2.                 | "Sexy and I Know It" (Mord Fustang)             | 5:19    |  |
| 3.                 | "Sexy and I Know It" (Tomba and Borgore Remix)  | 3:41    |  |
| 4.                 | "Sexy and I Know It" (LA Riots Remix)           | 5:40    |  |
| 5.                 | "Sexy and I Know It" (DallasK Remix)            | 5:40    |  |
| 6.                 | "Sexy and I Know It" (Fuego's Moombahton Remix) | 3:51    |  |
| 7.                 | "Sexy and I Know It" (MADEin82 Remix)           | 6:01    |  |